# Racismo no México
O racismo e a discriminação no México compreendem os fenómenos sociais de exclusão, rejeição ou ódio contra indivíduos e grupos da sociedade mexicana devido à sua raça, cor da pele, grupo étnico, língua ou orientação sexual. Ao longo da sua história, o racismo e a discriminação no México têm-se refletido em leis, comentários, práticas, acções discriminatórias e campanhas violentas contra grupos raciais, étnicos ou de orientação sexual. Desde a Conquista, os grupos indígenas, negros e asiáticos têm sido legal e/ou socialmente privados de direitos concedidos a grupos de ascendência europeia e mestiça, principalmente em questões como a educação, a participação política, a imigração e as oportunidades de emprego.
A rejeição de pessoas com diferentes orientações sexuais também tem sido um problema grave que se centrou na discriminação vivida no México, acompanhada de racismo. A discriminação contra a homossexualidade tem origens muito antigas, uma vez que em tempos remotos, mesmo antes da conquista, as pessoas que mantinham relações sexuais com pessoas do mesmo sexo eram condenadas à morte.

## Antecedentes históricos

### Racismo no México Colonial
Para diferentes sectores, o sistema de castas espanhol é o principal antecedente do fenómeno da discriminação no México. As diferentes instituições coloniais estabeleceram protocolos de exclusão baseados na pureza do sangue. O sangue espanhol era considerado da mais alta dignidade, enquanto o sangue africano era considerado de menor valor.
Segundo Federico Navarrete, doutorado em Estudos Mesoamericanos pela Universidade Nacional Autónoma do México (UNAM), os indígenas constituíam a grande base populacional das Américas e, por conseguinte, a base do sistema económico, ocupando os espanhóis brancos as posições privilegiadas na estrutura política e económica, enquanto os indígenas tinham de trabalhar e pagar tributos e encomiendas à coroa. No nível mais baixo estavam os negros, que trabalhavam como escravos. Foi então que, com base no sangue europeu, indígena e africano, surgiu todo um sistema de denominações para designar as diferentes misturas.
Para Navarrete, o uso dessas distinções tinha mais a ver com propósitos práticos do que com a conceção moderna de racismo, que surgiu até o início do século XIX, por isso os termos "casta" e "raça" não devem ser confundidos.

### Período dePorfiriato
O Porfiriato foi o período da história mexicana em que o general Porfirio Díaz foi presidente do país. Este período durou de 1877 a 1911 e caracterizou-se pelas políticas porfirianas de "Ordem e Progresso" e "Pão ou Pau", pelo aumento do crescimento económico, pela modernização do país, pela implementação da eletricidade e do telefone, pela criação de caminhos-de-ferro, pelo investimento estrangeiro, principalmente europeu, pela conciliação com as potências mundiais, pelas políticas de comunicações e transportes e pelos incentivos à exploração mineira, ao campo e à indústria. O desenvolvimento do país permitiu a ascensão do regime porfiriano de 1890 até aos primeiros anos do século XX, período em que predominou o grupo conhecido como Los Científicos, mas uma parte significativa desse crescimento manteve-se à custa da exploração dos indígenas, da apropriação das suas terras e de outros grupos marginalizados.
Durante este período, as haciendas floresceram. Os camponeses, na sua maioria indígenas e negros, dirigiam-se às tiendas de raya para comprar produtos de primeira necessidade. Os proprietários das fazendas eram geralmente brancos, ricos e/ou estrangeiros. Devido à exploração de trabalhadores e camponeses, ocorreram greves em todo o país, sendo as mais importantes as de Rio Blanco e Cananea. Talvez a consequência social que teve o maior impacto no racismo durante este período tenha sido a Guerra das Castas, em que grupos maias se rebelaram contra a população branca e mestiça de Yucatán. Outros exemplos de racismo durante o Porfiriato incluem a Campanha Anti-Chinesa e o subsequente massacre de chineses em Torreón, onde 303 imigrantes chineses foram mortos, e a expulsão dos índios Yaquis da sua terra natal, Sonora, no noroeste do país, para o estado de Yucatán, no sudeste do México, que levou à Batalha de Mazocoba, onde centenas de pessoas morreram e milhares foram feitas prisioneiras. Alguns autores sugerem que o racismo durante o Porfiriato se deveu a um exacerbado sentimento nacionalista mexicano e à europeização da cultura mexicana, especialmente a uma francesificação sistemática, como evidenciado por numerosas obras arquitectónicas da época construídas em estilo francês, como o Palácio de Belas Artes na Cidade do México ou a Avenida Paseo de Montejo em Mérida.
A constante exploração dos povos indígenas, o confisco das suas terras, o longo período de ditadura de Díaz e o descontentamento geral levaram à eclosão da Revolução Mexicana.

## Racismo contra grupos indígenas
No México, cerca de 25 milhões de pessoas consideram-se indígenas, embora apenas 7 milhões falem línguas indígenas. Os artigos 1º, 2º e 115º da Constituição condenam a discriminação e garantem os direitos dos povos indígenas aunque solo 7 millones de personas hablan lenguas indígenas.:
Apesar de tudo, o racismo e a discriminação são visíveis em relação à população dos vários povos indígenas que vivem principalmente nas zonas rurais do país, que são geralmente representados como pobres e inferiores ao resto da população, produzindo assim uma discriminação generalizada contra os habitantes das zonas rurais nas grandes cidades, devido ao seu tom de pele, aos seus traços físicos, à sua forma de vestir, à sua língua e às suas tradições e costumes.
40,3% da população indígena declarou ter-se sentido discriminada. Cerca de 2,9 milhões de indígenas afirmaram que lhes foram negados direitos e serviços, principalmente serviços médicos e medicamentos, seguidos pela negação de apoio social, atendimento em repartições públicas e oportunidades de emprego. 20,3% da população indígena considera ter sido discriminada no trabalho ou na escola, bem como nas ruas e nos transportes públicos. 24% da população indígena diz ter sido excluída em actividades sociais; as formas de exclusão vão desde insultos e olhares de desprezo a ameaças e empurrões.
A população indígena tem sofrido de condições mais precárias do que o resto da população. Setenta e um por cento da população indígena encontra-se em estado de pobreza. O analfabetismo entre a população indígena é também mais elevado do que o resto da população, 76,7% da população indígena sabe ler e escrever, em comparação com 93,6% da população não indígena, e a escolaridade entre a população indígena é mais elevada. Além disso, a escolaridade da população indígena é mais baixa, 21,3 % da população indígena não tem qualquer escolaridade, em comparação com 5 % do resto da população; apenas 4,9 % da população indígena concluiu o ensino superior, a probabilidade de atingir este tipo de escolaridade é seis vezes menor para a população indígena. As oportunidades de emprego são menores, a população indígena tem empregos menos relevantes e também menos bem remunerados, ao ponto de cerca de 14,8 % da população ativa indígena não receber salário e apenas 1,7 % ser o empregador onde trabalha. Todas estas diferenças são ainda mais acentuadas no caso da população feminina indígena.

## Racismo contra afro-mexicanos
O México colonial foi um importante entreposto comercial do comércio atlântico de escravos. Historicamente, os afro-mexicanos têm estado entre as minorias mais marginalizadas do México, encontrando-se as principais populações sobretudo nos estados mais pobres do sul do país, como Guerrero, Oaxaca e Chiapas. Antes de 2015, elas não eram consideradas nos censos populacionais, o que fazia com que o governo não se preocupasse em implementar políticas para o desenvolvimento humano dessas comunidades. Foi apenas em 2019 que o Congresso da União reformou a Constituição Política dos Estados Unidos Mexicanos para incluir uma secção ao artigo 2.º da Constituição, que reconhece os direitos dos afro-mexicanos, estabelecendo o seguinte:
Foi apenas em 2020 que os afro-mexicanos foram tidos em conta pela primeira vez no Censo da População e Habitação de 2020 do Instituto Nacional de Estatística e Geografia (INEGI). De acordo com este recenseamento, o número de pessoas que se auto-reconhecem como afro-descendentes ascende a 2,5 milhões de mexicanos, o que representa aproximadamente 2% da população total do país, embora se estime que o número possa ser superior.

## Termos discriminatórios
Os mexicanos utilizaram várias palavras que podem ser interpretadas como racistas ou depreciativas:
- Prieto

Termo utilizado para designar depreciativamente as pessoas de pele negra. A cor da pele também influenciou a sociedade mexicana em termos dos lugares ocupados por um cidadão de pele escura.
- Naco

De acordo com o Diccionario de la RAE, o termo naco é sinónimo de indio - pertencente aos povos indígenas. De acordo com o Diccionario de mexicanismos, a palavra define algo ou alguém que é visto como vulgar, de mau gosto, sem civilidade ou civilidade, uma pessoa de origem indígena ou de fracos recursos. O termo é maioritariamente utilizado para se referir depreciativamente a pessoas de fracos recursos ou "com pouca cultura".
- Indio

Termo utilizado principalmente por pessoas de pele branca para se referirem depreciativamente a uma pessoa de cor castanha, indígena ou com baixos rendimentos.
- Maricón y Tortillera

Termos homofóbicos utilizados para se referir a um pessoa homossexual.
- Gato

Termo classista utilizado para designar o assistente de uma pessoa num emprego.
- Jodido

Termo classista geralmente utilizado para designar uma pessoa com baixos rendimentos ou em situação de pobreza extrema.